# Schloss Pinnewitz

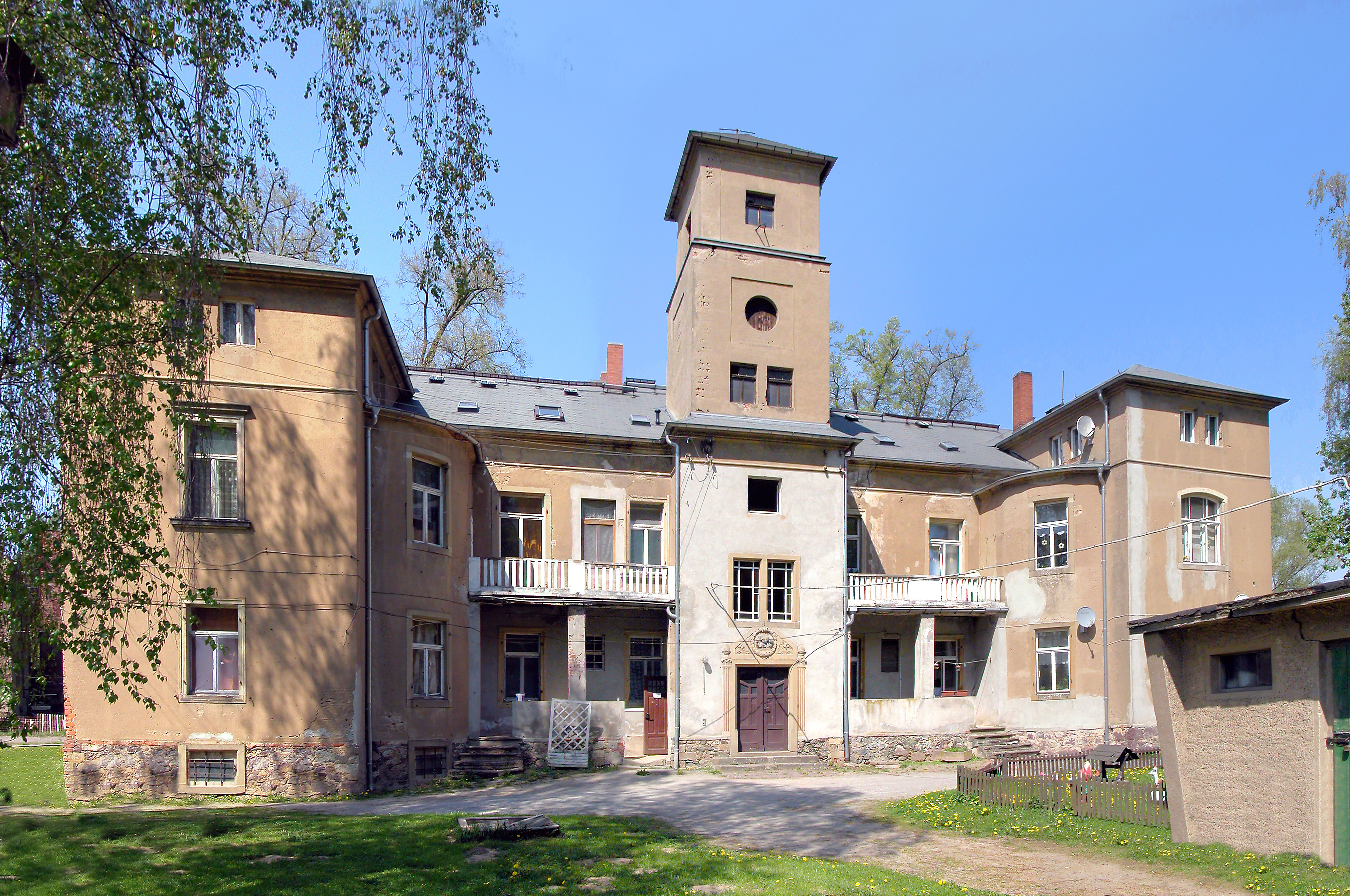
Das ehemalige Herrenhaus Pinnewitz

Das Schloss Pinnewitz ist ein ehemaliges Herrenhaus und heutiges Baudenkmal im Ortsteil Pinnewitz der Gemeinde Nossen im Landkreis Meißen in Sachsen.

## Geschichte

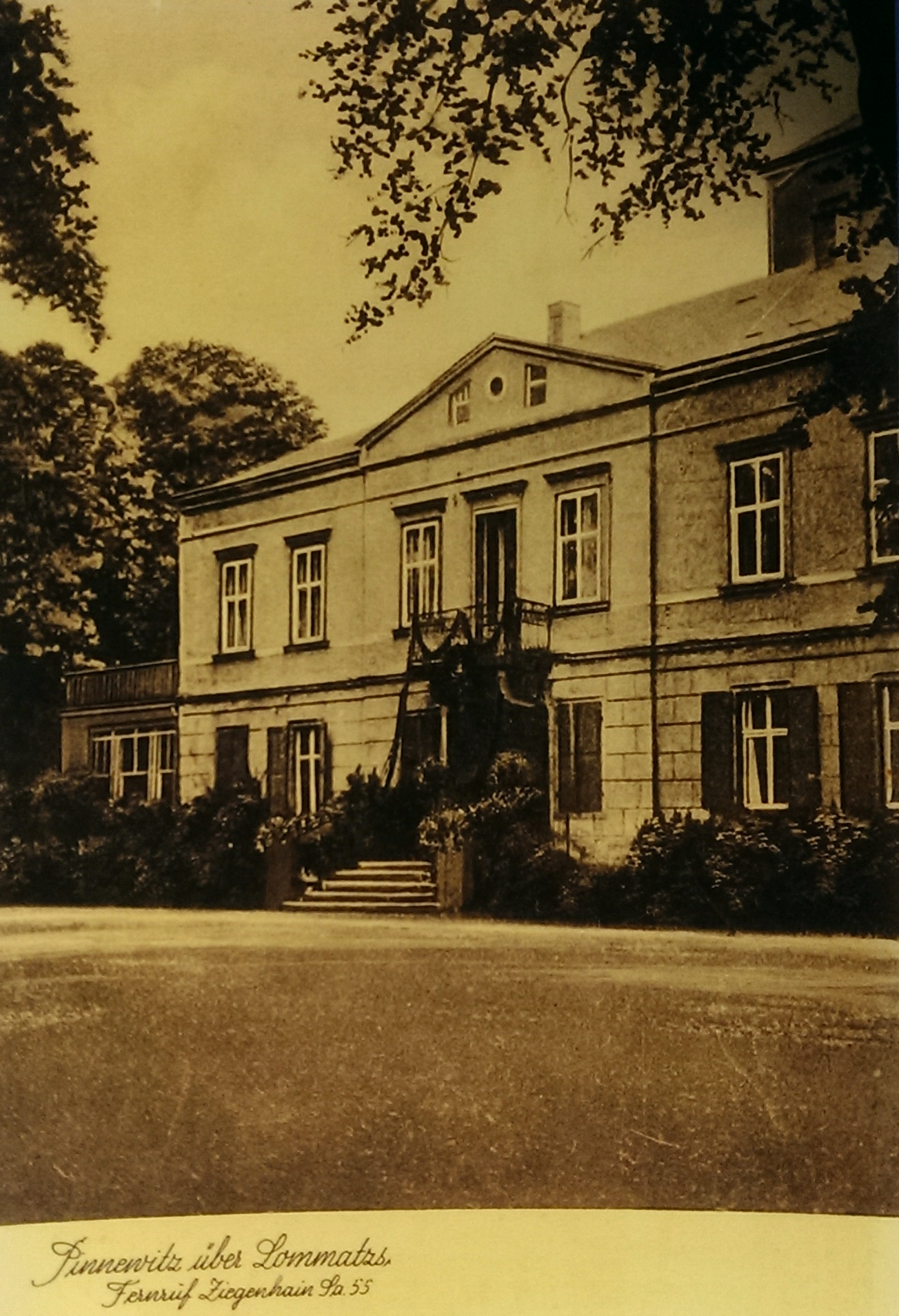
Postkarte von 1902

Das Herrenhaus stammt aus dem 18. Jahrhundert, nach einem Brand 1872 wurde es neu aufgebaut. 1926 übernahm Wörth von Ivernois das Gut. 1945 flohen die Eigentümer vor der Roten Armee, im Oktober 1945 wurde das Gut enteignet.
In Zeiten der DDR diente das Schloss unter anderem als Kindertagesstätte. Seit 2013 ist das Anwesen in Privatbesitz. Mandy Auerswald erwarb das Schloss mit Nebengelassen und 11.000 Quadratmetern Grundstück und wohnt seitdem darin. Sie will es Stück für Stück sanieren. 2016 wurden die Sanierungsarbeiten durch einen Baustopp unterbrochen. Der Erwerb des Schlosses war im September 2013 Thema einer Episode der Doku-Soap Mit Herz und Hammer auf ZDFneo.
2018 brannte ein Nebengebäude des Schlosses komplett ab.
Im November 2019 war das Schloss Drehort für den Fernsehfilm Tatort: Parasomnia.